# Abi-Rattasz
Abi-Rattasz – trzeci (według inskrypcji Aguma-kakrime), czwarty (według Synchronistycznej listy królów) lub piąty (według Babilońskiej listy królów A) władca z dynastii kasyckiej. W inskrypcji Aguma-kakrime wymieniany jako przodek Aguma II. Długość jego panowania nie jest znana.

## Imię
Imię tego władcy wymieniają trzy źródła:
| źródło                        | zapis imienia króla            |
| ----------------------------- | ------------------------------ |
| Babilońska lista królów A     | m/A-bi\-Rat-taš (I 20')        |
| Synchronistyczna lista królów | mA-bi-/Ra\-taš (I 13')         |
| inskrypcja Aguma-kakrime      | A-bi-/x\-[x-(x)] (V R 33 I 15) |

## Panowanie
Nie są znane żadne inskrypcje tego władcy, nie jest wymieniany też w żadnych współczesnych mu źródłach pisanych. Jedynym źródłem informacji o nim są powstałe później listy królów (Babilońska lista królów A i Synchronistyczna lista królów) oraz inskrypcja Aguma-kakrime. Babilońska lista królów A czyni go piątym władcą z dynastii kasyckiej, następcą Uszszi i poprzednikiem Urzigurumasza (długość panowania Abi-Rattasza nie zachowała się). Z kolei Synchronistyczna lista królów wymienia go jako czwartego króla z dynastii kasyckiej, następcę Kasztiliasza I i poprzednika Kasztiliasza II. W inskrypcji Aguma-kakrime jej autor, Agum II, przedstawia siebie jako syna Urszigurumasza (Urzigurumasza), który z kolei opisywany jest jako „potomek Abi-[Rattasza]” (lipli[ppi] ša A-bi-/x\-[x-(x)]). Dalej Abi-[Rattasz] przedstawiany jest jako syn Kasztiliasza (I), a Kasztiliasz jako syn Aguma Wielkiego. Z faktu iż Abi-[Rattasz] jako jedyny zwany jest w inskrypcji Aguma-kakrime „potomkiem” (liplippu), a nie synem (māru/aplu), niektórzy uczeni wycigają wniosek, iż pomiędzy Abi-Rattaszem a Urzigurumaszem musiał panować jakiś władca, który nie został tu wymieniony. Potwierdzałaby to Synchronistyczna lista królów, która między obu tymi władcami umieszcza Kasztiliasza II. Z drugiej strony stoi to w sprzeczności z Babilońską listą królów A, która wymienia Abi-Rattasza jako bezpośredniego poprzednika Urzigurumasza.
Nie wiadomo dokładnie kiedy panować miał Abi-Rattasz. Synchronistyczna lista królów czyni go wprawdzie współczesnym asyryjskiego króla Szamszi-Adada II (ok. 1585-1580 p.n.e.), ale bardziej prawdopodobne wydaje się założenie, iż był on współczesny ostatnim władcom z dynastii starobabilońskiej (2 połowa XVII w. p.n.e.).